# VK 1602 Leopard
VK 16.02 Leopard – prototyp niemieckiego czołgu rozpoznawczego opracowany przez przedsiębiorstwa MIAG i Daimler-Benz.

## Historia
Od 1941 roku planowano stworzyć projekt nowego czołgu rozpoznawczego opartego na istniejącym czołgu PzKpfw II Ausf. J (VK 16.01). W marcu 1942 roku firmy MIAG i Daimler-Benz otrzymał rozkaz stworzenia szybkiego (średniego lub ciężkiego) czołgu rozpoznawczego przeznaczonego do służby w trudnych warunkach bojowych. Zadaniem firmy MIAG było zbudowanie podwozia, zaś Daimler-Benz miał za zadanie zbudować wieżę. Obydwa elementy zostały zaprojektowane i przygotowane do produkcji już w październiku 1942 roku.
Zaprojektowano dwie wersje czołgu: lekką (leicht) – szybką i lekko opancerzoną o masie 18 ton, oraz ciężką (schwer) – ciężej opancerzoną o masie 26 ton. Projekt lekkiej wersji zarzucono w lecie 1942 roku, zostając przy cięższej wersji pojazdu. Projekt oparto na rozwiązaniach zastosowanych w czołgach PzKpfw II Ausf. J (VK 1601) oraz Ausf. M (VK 1301). Kadłub był podobny do tego stosowanego w PzKpfw II Ausf. J, jednak został zmodyfikowany na wzór pancerza z czołgu PzKpfw V Panther. Zawieszenie składało się z zachodzących na siebie kół i było podobne do zawieszenia czołgu PzKpfw II Ausf. L Luchs, który docelowo miał zostać zastąpiony właśnie przez Leoparda. Makieta czołgu była gotowa na przełomie maja i czerwca 1942 roku, do 1 września miał powstać prototyp, a produkcja miała ruszyć w kwietniu 1943 roku.
Uzbrojenie składało się z armaty 5 cm KwK 39 i karabinu maszynowego MG 34 lub MG 42 umieszczonych w nowo zaprojektowanej małej wieżyczce. Planowano również wyposażenie go w armatę 7,5 cm KwK 41. Pojazd posiadał mocno pochylony przedni pancerz (zaprojektowany na wzór czołgu Panther). Napędzał go silnik Maybach HL 157 P o łącznej mocy 550 KM, co pozwalało na rozwinięcie prędkości 50-60 km/h. W celu zwiększenia manewrowości zastosowano gąsienice o szerokości 350 mm. Załogę stanowiły cztery osoby.
Utworzono rezerwę finansową na budowę 339 Leopardów (105 pojazdów do grudnia 1943 roku i kolejnych 150 do połowy 1944 roku). Rozpoczęcie produkcji planowano na kwiecień 1943 roku, jednak projekt anulowano w styczniu 1943 roku, gdy pierwszy prototyp był jeszcze w fazie produkcji. Decyzję argumentowano dużą masą pojazdu i słabym uzbrojeniem, które czyniły pojazd nieodpornym na atak innych czołgów. Projekt kontynuował Daimler-Benz tworząc prototyp VK 2801, który nigdy nie został zbudowany, a cały program ostatecznie anulowano 8 maja 1944 roku. Wieżyczkę Leoparda wykorzystano w samochodach opancerzonych Sd.Kfz.234 Puma, Rheinmetall planował wykorzystać podwozie jako bazę dla haubicy 10,5 cm, do budowy transportera broni oraz działa szturmowego uzbrojonego w działo 7,5 cm, jednak wykonano tylko drewniane makiety. Istniał też plan uzbrojenia pojazdu w działko przeciwlotnicze kalibru 20 lub 37 mm, jednak nigdy nie został zrealizowany.